# Маргаритово (Приморский край)
Маргари́тово — село в Ольгинском районе Приморского края России. Входит в состав Моряк-Рыболовского сельского поселения.
Село Маргаритово, как и Ольгинский район, приравнено к районам Крайнего Севера.

## География
Расположено на левом берегу реки Маргаритовка, до устья 12 км.
Село стоит на автодороге, отходящей от трассы Р447, до райцентра посёлка Ольга около 100 км, до посёлка Моряк-Рыболов около 10 км.

## Население
| 1915 | 1926 | 2002 | 2008 | 2010 |
| ---- | ---- | ---- | ---- | ---- |
| 392  | ↗514 | ↘352 | ↗374 | ↘319 |

## Улицы
| - ул. Заречная, - ул. Ленинская, | - ул. Центральная, - ул. Школьная. |

## Экономика
Основа экономики — лесозаготовки и сельское хозяйство. Активно развита охота и рыбалка, сбор дикоросов и даров тайги.

## Связь
Оператор сотовой связи — Билайн MTC и Tele 2.

## Топографические карты
- Лист карты K-53.  Масштаб: 1 : 1 000 000. Издание 1986 г.
- Лист карты K-53-III Моряк-Рыболов. Масштаб: 1 : 200 000. Состояние местности на 1977 год. Издание 1983 г.
- Лист карты K-53-18 Моряк-Рыболов. Масштаб: 1 : 100 000. Состояние местности на 1978 год. Издание 1984 г.